# 루이스 프리마

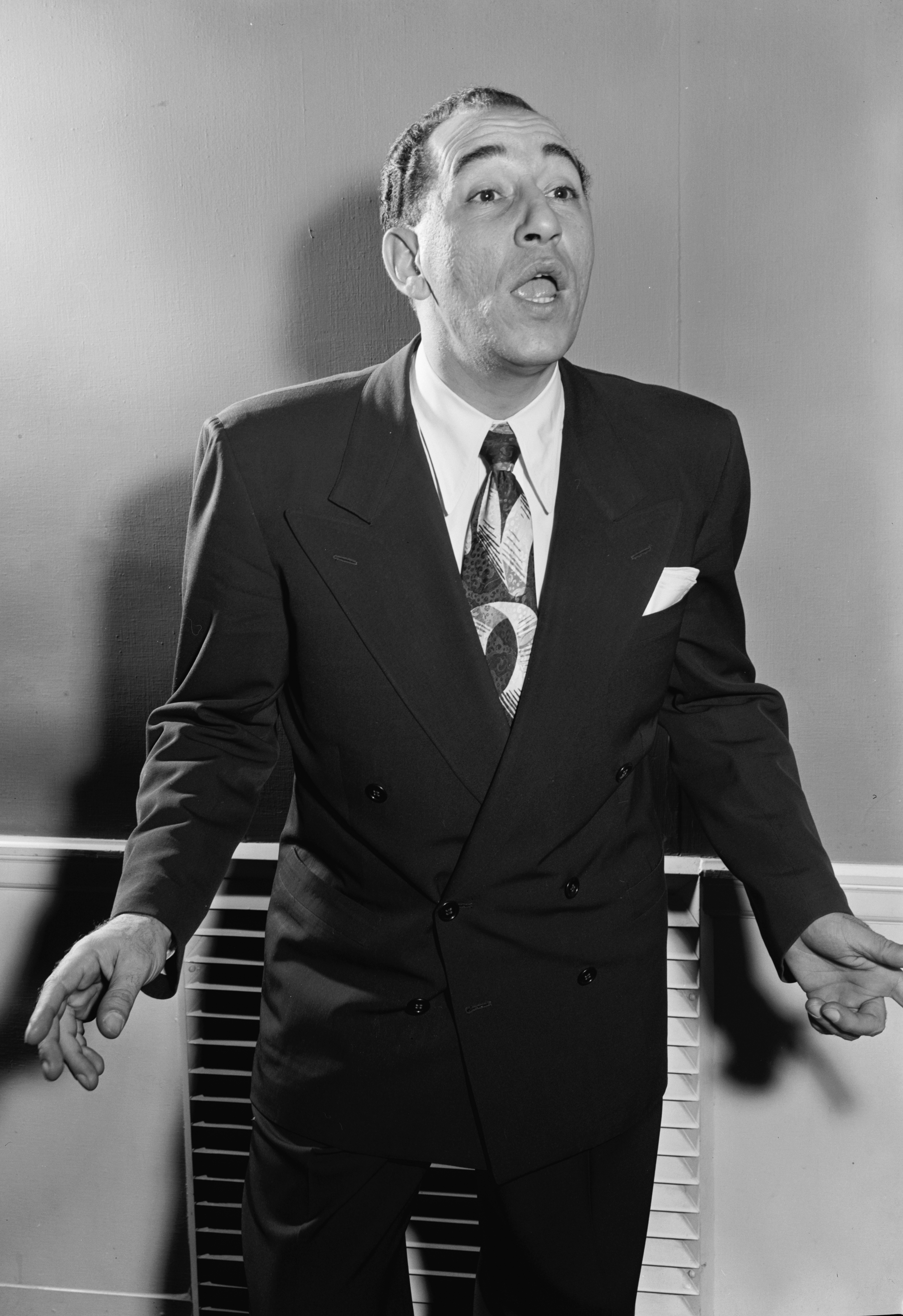

루이스 프리마(Louis Leo Prima, 1910년 12월 7일 ~ 1978년 8월 24일)는 미국의 가수, 싱어송라이터, 배우이다.
뉴올리언스에서 태어났으며 뉴올리언스에서 사망하였다. 사인은 폐렴이다.

## 영화
- 루이스 프리마: 더 와일디스트! (1999년)

## 같이 보기
- Sing, Sing, Sing (With a Swing)